# Damernas 200 meter bröstsim vid världsmästerskapen i kortbanesimning 2024
Damernas 200 meter bröstsim vid världsmästerskapen i kortbanesimning 2024 avgjordes den 13 december 2024 i Donau Arena i Budapest i Ungern.
Guldet togs av amerikanska Kate Douglass efter ett lopp på 2 minuter och 12,50 sekunder, vilket blev ett nytt världsrekord. Silvret togs av Jevgenija Tjikunova som tävlade för Neutral Athletes B och bronset togs av amerikanska Alex Walsh.

## Rekord
Inför tävlingens start fanns följande världs- och mästerskapsrekord:
|                   | Namn          | Nation | Tid     | Ort                   | Datum            |
| ----------------- | ------------- | ------ | ------- | --------------------- | ---------------- |
| Världsrekord      | Kate Douglass | USA    | 2.12,72 | Singapore             | 31 oktober 2024  |
| Mästerskapsrekord | Kate Douglass | USA    | 2.15,77 | Melbourne, Australien | 16 december 2022 |

Följande nya rekord noterades under mästerskapet:
| Datum       | Omgång | Namn          | Nationalitet | Tid     | Rekord |
| ----------- | ------ | ------------- | ------------ | ------- | ------ |
| 13 December | Final  | Kate Douglass | USA          | 2.12,50 | 0VR0   |

## Resultat

### Försöksheat
Försöksheaten startade klockan 09:19.
| Placering | Heat | Bana | Namn                   | Nationalitet       | Tid     | Noteringar |
| --------- | ---- | ---- | ---------------------- | ------------------ | ------- | ---------- |
| 1         | 5    | 4    | Kate Douglass          | USA                | 2.16,64 | 0Q0        |
| 2         | 4    | 4    | Jevgenija Tjikunova    | Neutral Athletes B | 2.17,04 | 0Q0        |
| 3         | 3    | 7    | Alex Walsh             | USA                | 2.18,74 | 0Q0        |
| 4         | 3    | 3    | Rebecca Meder          | Sydafrika          | 2.18,79 | 0Q0        |
| 5         | 5    | 3    | Kristýna Horská        | Tjeckien           | 2.19,00 | 0Q0        |
| 6         | 5    | 5    | Alina Zmusjka          | Neutral Athletes A | 2.19,19 | 0Q0        |
| 7         | 3    | 9    | Angharad Evans         | Storbritannien     | 2.19,51 | 0Q0        |
| 8         | 4    | 3    | Clara Rybak-Andersen   | Danmark            | 2.19,59 | 0Q0        |
| 9         | 4    | 6    | Zhu Leiju              | Kina               | 2.19,97 | R          |
| 10        | 3    | 5    | Park Si-eun            | Sydkorea           | 2.20,41 | R          |
| 11        | 3    | 8    | Kotryna Teterevkova    | Litauen            | 2.20,48 |            |
| 12        | 4    | 5    | Kotomi Kato            | Japan              | 2.20,55 |            |
| 13        | 4    | 7    | Julia Jefimova         | Neutral Athletes B | 2.21,79 |            |
| 13        | 5    | 9    | Alexanne Lepage        | Kanada             | 2.21,79 |            |
| 15        | 3    | 6    | Liu Mengyang           | Kina               | 2.21,85 |            |
| 16        | 3    | 4    | Tara Kinder            | Australien         | 2.21,91 |            |
| 17        | 4    | 9    | Ellie McCartney        | Irland             | 2.23,36 |            |
| 18        | 5    | 2    | Kinga Paradowska       | Polen              | 2.24,01 |            |
| 19        | 5    | 6    | Andrea Podmaníková     | Slovakien          | 2.24,49 |            |
| 20        | 3    | 0    | Olivia Klint Ipsa      | Sverige            | 2.24,60 |            |
| 21        | 4    | 2    | Nikoleta Trníková      | Slovakien          | 2.25,16 |            |
| 22        | 2    | 6    | Emily Santos           | Panama             | 2.25,26 |            |
| 23        | 5    | 8    | Maria Romanjuk         | Estland            | 2.25,30 |            |
| 24        | 5    | 0    | Eszter Békési          | Ungern             | 2.25,60 |            |
| 25        | 4    | 8    | Ko Ha-ru               | Sydkorea           | 2.25,61 |            |
| 26        | 4    | 0    | Zyleika Pratt-Smith    | Nya Zeeland        | 2.25,63 |            |
| 27        | 5    | 7    | Ana Blažević           | Kroatien           | 2.25,98 |            |
| 28        | 4    | 1    | Brigitta Vass          | Rumänien           | 2.26,05 |            |
| 29        | 2    | 4    | Macarena Ceballos      | Argentina          | 2.26,27 |            |
| 30        | 2    | 3    | Phiangkhwan Pawapotako | Thailand           | 2.26,45 |            |
| 31        | 2    | 2    | Nàdia Tudó             | Andorra            | 2.29,62 |            |
| 32        | 2    | 5    | Man Wui Kiu            | Hongkong           | 2.30,82 |            |
| 33        | 1    | 3    | Maria Erokhina         | Cypern             | 2.31,31 |            |
| 34        | 2    | 1    | Anastasia Basisto      | Moldavien          | 2.31,37 |            |
| 35        | 1    | 4    | Angelina Messina       | Laos               | 2.32,55 |            |
| 36        | 2    | 7    | Lea Højsted            | Färöarna           | 2.33,31 |            |
| 37        | 2    | 8    | Tara Al-Oul            | Jordanien          | 2.39,05 |            |
| 38        | 2    | 0    | Nicole Mack            | Guatemala          | 2.40,34 |            |
| 39        | 2    | 9    | Maria Batallones       | Nordmarianerna     | 2.45,42 |            |
| 40        | 1    | 5    | Adaya Sian Bourne      | Sint Maarten       | 3.04,58 |            |
| 41        | 3    | 1    | Sydney Pickrem         | Kanada             | 0DNS0   | 0DNS0      |
| 41        | 3    | 2    | Eneli Jefimova         | Estland            | 0DNS0   | 0DNS0      |
| 41        | 5    | 1    | Emma Carrasco          | Spanien            | 0DNS0   | 0DNS0      |

### Final
Finalen startade klockan 18:06.
| Placering | Bana | Namn                 | Nationalitet       | Tid     | Noteringar |
| --------- | ---- | -------------------- | ------------------ | ------- | ---------- |
| 1         | 4    | Kate Douglass        | USA                | 2.12,50 | 0VR0       |
| 2         | 5    | Jevgenija Tjikunova  | Neutral Athletes B | 2.15,14 |            |
| 3         | 3    | Alex Walsh           | USA                | 2.16,83 |            |
| 4         | 7    | Alina Zmusjka        | Neutral Athletes A | 2.17,30 |            |
| 5         | 6    | Rebecca Meder        | Sydafrika          | 2.18,26 |            |
| 6         | 2    | Kristýna Horská      | Tjeckien           | 2.18,31 |            |
| 7         | 8    | Clara Rybak-Andersen | Danmark            | 2.18,73 |            |
| 8         | 1    | Angharad Evans       | Storbritannien     | 2.18,77 |            |